# Xibaipo

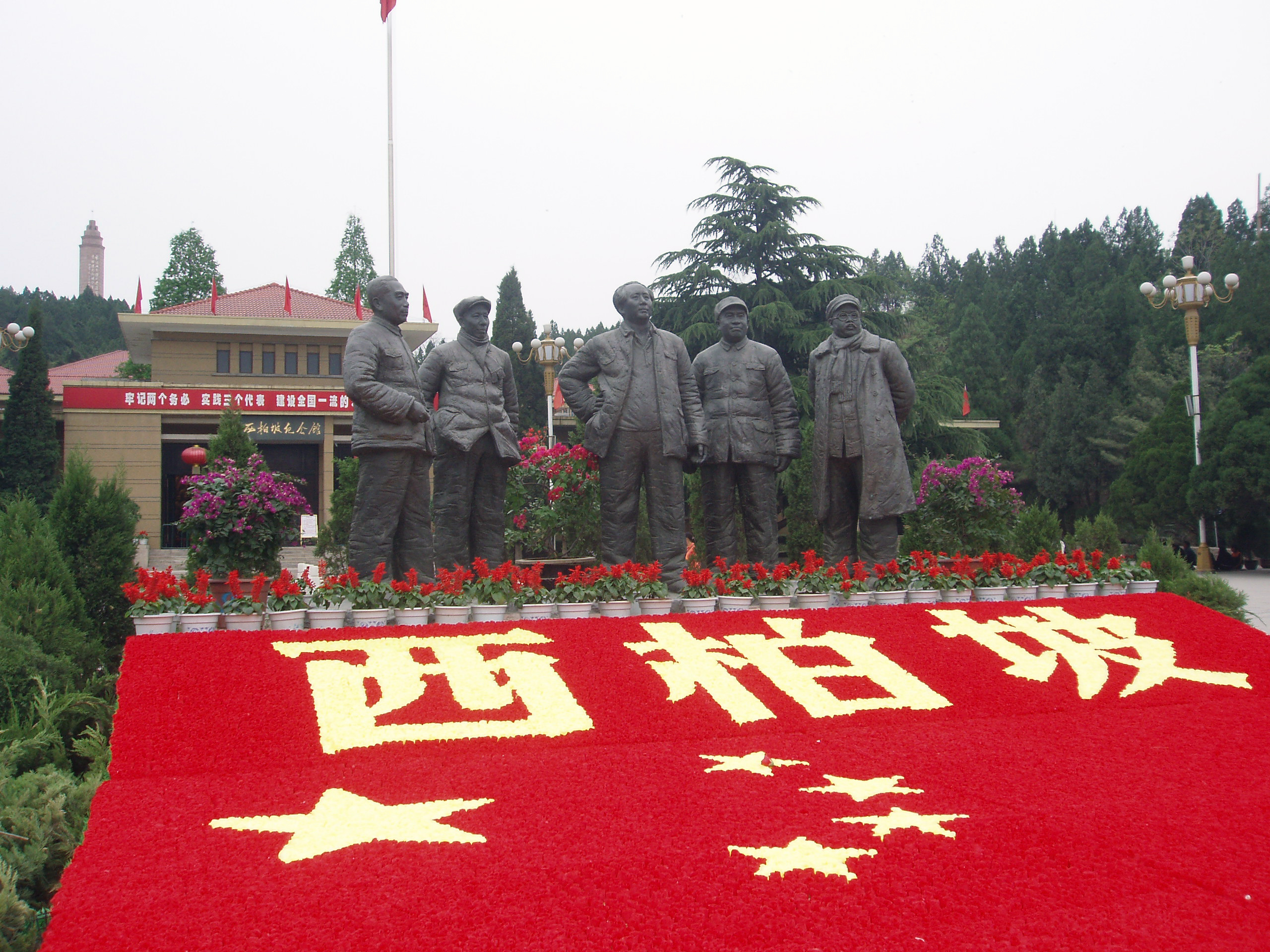
Statuen von Mao Zedong, Zhu De, Liu Shaoqi, Zhou Enlai und Ren Bishi vor der Xibaipo-Gedenkhalle am ehemaligen Sitz des Zentralkomitees der Kommunistischen Partei Chinas in Xibaipo (Denkmal der VR China (2-8)).

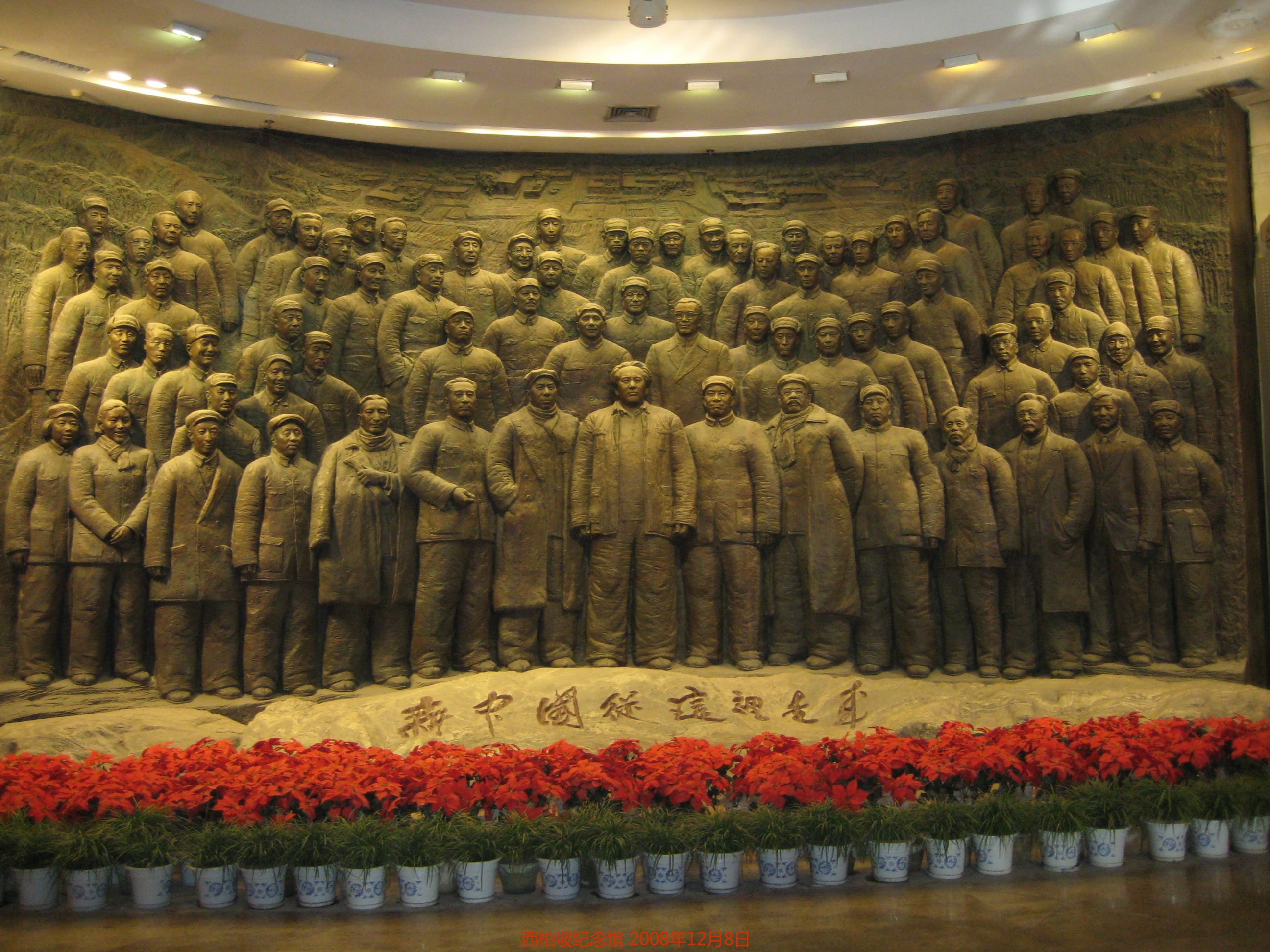
„Das Neue China kommt von hier“ (Xīn Zhōngguó cóng zhèlǐ zǒulái) – Reliefbild mit der Gruppe der 77 Führer in der Xibaipo-Gedenkhalle

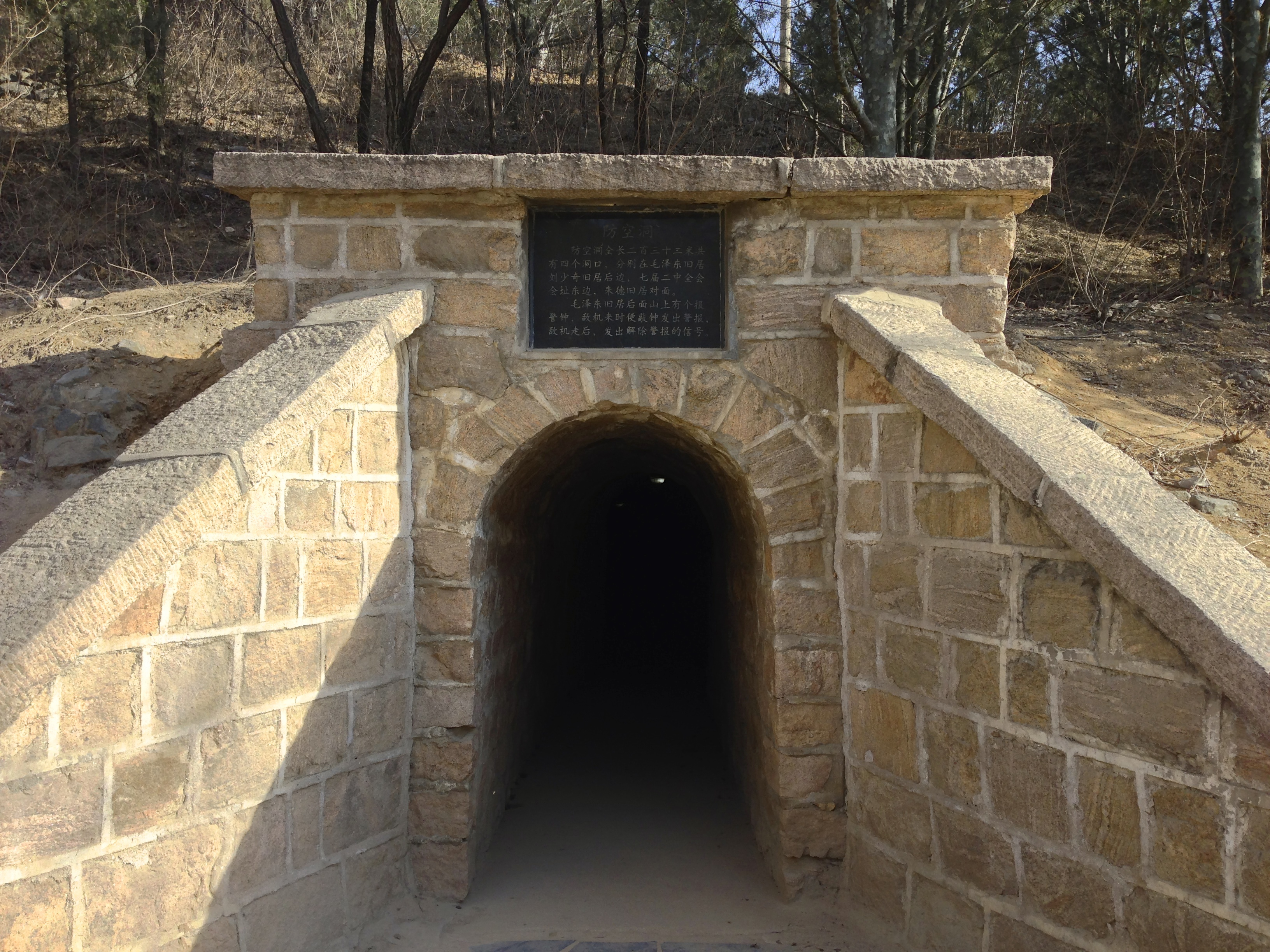
Eingang zum Luftschutzbunker

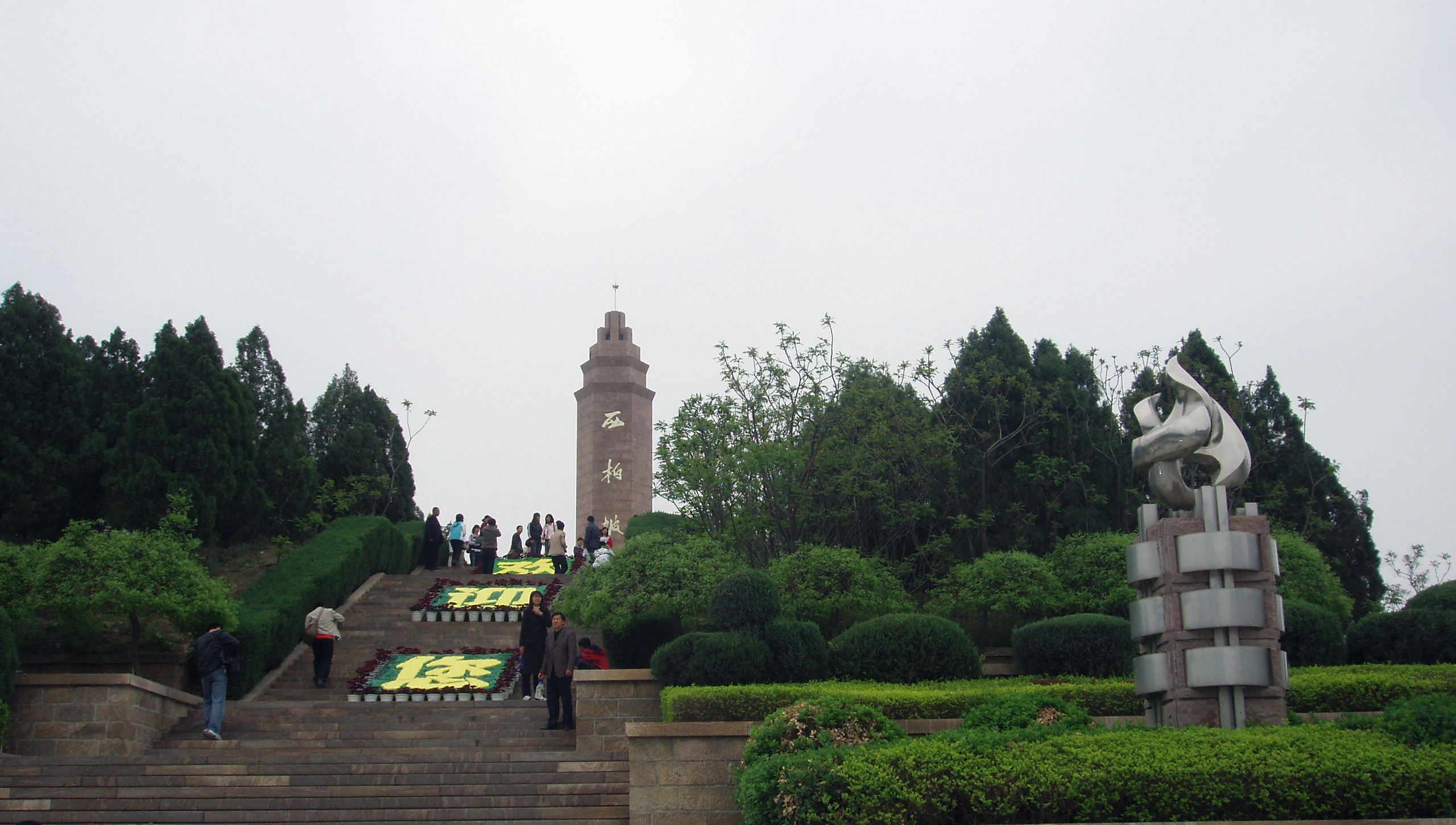
Xibaipo, Shijiazhuang, China

Xibaipo (chinesisch 西柏坡镇, Pinyin Xībǎipō) ist eine Großgemeinde im Westen des Kreises Pingshan der bezirksfreien Stadt Shijiazhuang in der chinesischen Provinz Hebei.
Xibaipo ist der Ort, wo sich zwischen dem 26. Mai 1948 und dem 23. März 1949 der Sitz des Zentralkomitees der Kommunistischen Partei Chinas und das Hauptquartier der Volksbefreiungsarmee während der entscheidenden Phasen des chinesischen Bürgerkriegs befanden.
Die 2. Plenartagung des 7. Zentralkomitees der Kommunistischen Partei Chinas fand hier unter Mao Zedongs Leitung statt. Er schlug Leitlinien und grundlegende Maßnahmen vor, um die Verlagerung der Arbeitsschwerpunkte der Partei, den nationalen Sieg und den Aufbau eines Neuen Chinas zu verwirklichen.
Der ehemalige Sitz des Zentralkomitees der Kommunistischen Partei Chinas in Xibaipo (1949) im Kreis Pingshan steht seit 1982 auf der chinesischen Denkmalliste (2-8). Er ist heute auch eine der Nationalen Demonstrationsbasen für die patriotische Erziehung (全国爱国主义教育示范基地,  Quánguó àiguó zhǔyì jiàoyù shìfàn jīdì; engl. National Demonstration Bases for Patriotism Education).